# أوغست أشنتر
أوغست أشنتر (19 مارس 1834 - 25 يونيو 1886)، المعمد باسم جوزيف فريدريك أوغست، كان صحفيًا وكاتب مقالات كنديًا.

## وقت مبكر من الحياة
وُلِد أشينتر في بيزانسون، فرنسا، في 19 مارس 1834 لأب يُدعى غيوم أوغست أشينتر، وهو صيدلي، وأم تُدعى آن ماري دوبري. بعد وفاة والده عندما كان لا يزال صغيراً، قام عمه جوزيف أشينتر، أستاذ العلوم الإنسانية في الجامعة، بتربيته في آكس أون بروفانس. كان لأشينتري مسيرة عسكرية قصيرة قبل أن ينتقل إلى الأدب. درس في باريس وتلقى دورات في معهد باريس الموسيقي "ليتخلص من لهجته الجنوبية".

## حياة مهنية
عندما كان شابًا، سافر أشينتري إلى جزر الهند الغربية. وكان ينوي البقاء هناك لبضعة أسابيع فقط، إلا أنه أمضى في نهاية المطاف خمس سنوات في جزيرة هايتي. أثناء إقامته هناك، أنشأ عدة صحف، ونشر الكتب، وانخرط في السياسة. أدى هذا إلى اعتقاله، وسجنه وحكم عليه بالإعدام. في عام 1859، ومع ذلك، وبعد أن أعاد فابر جيفرارد ‏ الجمهورية في هايتي، تم العفو عن أشينتري عن جرائمه وتعيينه سفيراً لهايتي لدى الولايات المتحدة. أثناء سفره إلى مدينة نيويورك بصفته سفيرًا، أُطيح بالحكومة الهايتية ولم يعد دوره رسميًا.
بقي أتشينتر في الولايات المتحدة، وانضم إلى فرقة مسرحية كانت تقوم بجولة في أمريكا في ذلك الوقت، وأحضرته في النهاية إلى مونتريال في عام 1861. هناك، قرر أشينتري أن يبدأ مسيرته المهنية في الصحافة، واستقر في النهاية في كندا بشكل دائم في عام 1866. كتب أوراتوريو غنائيًا بعنوان "الاتحاد" عن الوضع السياسي في ذلك اليوم؛ وقد تم عرضه عدة مرات.
بصفته صحفيًا، ساهم أشينتر في العديد من المنشورات بما في ذلك L'Événement في مدينة كيبيك، و La Minerve و Le Pays في مونتريال. كتب Achintre أيضًا لـ L'Opinion publique . وفي نهاية حياته المهنية كان محررًا في صحيفة لا بريس .